# Helix (seriál)
Helix je americký sci-fi televizní seriál, který byl vysílán na stanici Syfy od 10. ledna 2014 do 10. dubna 2015. Děj se točí kolem skupiny vědců z Centra pro kontrolu nemocí, kteří jsou vysláni do odlehlé arktické výzkumné stanice, aby prověřili možný únik smrtící nákazy. Brzy po jejich příjezdu jim je jasné, že se ocitli ve smrtelně nebezpečné situaci, která by mohla mít za následek konec celého lidstva. Byly natočeny dvě řady po 13 epizodách.

## Hlavní postavy
- Billy Campbell - Dr. Alan Farragut
- Jordan Hayes - Dr. Sarah Jordan
- Neil Napier - Dr. Peter Farragut
- Hiroyuki Sanada - Dr. Hiroshi Hatake
- Kyra Zagorsky - Dr. Julia Walker
- Mark Ghanimé - Major Sergio Balleseros

## Přehled řad
| Řada | Díly | Premiéra v USA | Premiéra v USA  | Premiéra v ČR  | Premiéra v ČR     |
| Řada | Díly | První díl      | Poslední díl    | První díl      | Poslední díl      |
| ---- | ---- | -------------- | --------------- | -------------- | ----------------- |
| 1    | 13   | 10. ledna 2014 | 28. března 2014 | 6. května 2016 | 29. července 2016 |
| 2    | 13   | 16. ledna 2015 | 10. dubna 2015  | 6. února 2017  | 1. května 2017    |